# Brachymeria pseudovata
Brachymeria pseudovata är en stekelart som beskrevs av Blanchard 1935. Brachymeria pseudovata ingår i släktet Brachymeria och familjen bredlårsteklar. Inga underarter finns listade.